# Shabtai Ben-Bassat
Shabtai Ben-Bassat (in ebraico שבתאי בן-בסט‎?; 22 marzo 1940) è un ex cestista israeliano.

## Carriera
Con Israele ha partecipato ai Campionati europei del 1959.

## Palmarès
- Campionato israeliano: 8

Maccabi Tel Aviv: 1956-57, 1957-58, 1958-59, 1961-62, 1962-63, 1963-64, 1966-67, 1967-68
- Coppa di Israele: 7

Maccabi Tel Aviv: 1957-58, 1958-59, 1960-61, 1962-63, 1963-64, 1964-65, 1965-66